# Lou Thesz
Aloysius Martin ("Lou") Thesz (Banat (Michigan), 24 april 1916 - Orlando (Florida), 28 april 2002) was een Amerikaans professioneel worstelaar. Thesz was een 15-voudig wereldkampioen en wordt beschouwd als een van de meest invloedrijke en revolutionaire worstelaars aller tijden.
Thesz was vooral actief in de National Wrestling Alliance, een worstelpromotie die in de jaren '80 werd overgenomen door het voormalige World Championship Wrestling maar die nog steeds wordt geëxploiteerd. Thesz veroverde 3 keer het 'NWA World Heavyweight Championship' en droeg het kampioenschap in totaal 10 jaar, 3 maanden en 9 dagen (3.749 dagen) - een record. Thesz wordt verheven voor het creëren van revolutionaire worsteltechnieken, waaronder de naar hem vernoemde Lou Thesz Press en de submissionbeweging STF. Thesz behaalde 15 keer een World Heavyweight Championship, een keer minder dan Ric Flair en John Cena. 

## Carrière
Lou Thesz begon zijn carrière in 1932 en was een van de pioniers van het moderne professioneel worstelen, vóór de uitvinding van de televisie. Hij was een prominent figuur in de 'National Wrestling Alliance' (NWA), het latere World Championship Wrestling (WCW), vanaf het begin tot het midden van de 20e eeuw. Thesz is meest gekend omwille van zijn drie NWA Championships. Thesz was in totaal meer dan 10 jaar kampioen. Thesz veroverde het World Heavyweight Wrestling Championship, het allereerste erkende worstelkampioenschap, in 1952. Thesz won het kampioenschap twee keer, want hij was ook de allerlaatste World Heavyweight Wrestling Champion in 1956. 
Thesz had ook iconische aanvaringen met worstelaars als Édouard Carpentier, "Whipper" Billy Watson en Gene Kiniski. Vanaf de jaren '50 worstelde Thesz enkele wedstrijden tegen Verne Gagne en "The Nature Boy" Buddy Rogers, in 1963 de allereerste WWF Champion in de geschiedenis van World Wrestling Federation (nu WWE). Thesz veroverde wereldwijd kampioenschappen in het onafhankelijke circuit en won onder andere het 'Universal Wrestling Association World Heavyweight Championship', evenals versies uit Boston en Ohio - specifiek van het 'American Wrestling Association Championship'. 
Thesz genoot een lange carrière, iets wat zich zelden heeft voorgedaan. Thesz stopte in 1979 als voltijds worstelaar, maar worstelde zijn laatste officiële partij op tweede kerstdag 1990. Hij was toen kort actief in "New Japan Pro Wrestling", de worstelpromotie van Antonio Inoki. Thesz werd in zijn laatste kamp verslagen door Masahiro Chono. 

## Nalatenschap
Thesz' impact is nog steeds voelbaar, omdat Thesz wordt gecrediteerd voor het bedenken van meerdere worstelmanoeuvres als de German Suplex, de STF en de gelijknamige Thesz Press, in de jaren '90 gepopulariseerd door Stone Cold Steve Austin en sinds 2002 door Randy Orton. Thesz' submissionbeweging STF werd vanaf de jaren '2000 verder gepopulariseerd door John Cena. Thesz was ook de "geestelijke vader" van de Powerbomb, zoals later uitgevoerd door onder andere Kevin Nash, The Undertaker en Dave Batista.
In oktober 1997 werd Thesz geëerd door de WWF, in een ceremonie bij het evenement Badd Blood: In Your House, als zowel de jongste en oudste World Heavyweight Champion op 21- en 50-jarige leeftijd, respectievelijk. Verne Gagne was feitelijk de oudste kampioen omdat hij het AWA World Heavyweight Championship won in 1980 op 54-jarige leeftijd. Vince McMahon verbrak Thesz' record van oudste (algemene) wereldkampioen in 1999. Thesz werd sindsdien verdrongen als oudste NWA World Heavyweight Champion door Tim Storm (°1965), die op 51-jarige leeftijd de titel won door Jax Dane te verslaan op 21 oktober 2016. 
Thesz overleed in 2002 op 86-jarige leeftijd aan de gevolgen van complicaties na een overbruggingsoperatie. Hij werd op 2 april 2016 postuum opgenomen in de WWE Hall of Fame. Thesz voltooide voor zijn dood een autobiografie, Hooker. 

## Trivia
- Claudio Castagnoli, beter bekend als Cesaro, was een grote fan van Thesz. Cesaro is sinds 2012 actief in de WWE en won reeds meerdere kampioenschappen zoals het WWE Tag Team Championship en WWE United States Championship.